# Édgar Ramírez
Édgar Filiberto Ramírez Arellano (San Cristóbal, 25 marzo 1977) è un attore venezuelano.

## Biografia
Nato a Tariba, nel Venezuela, figlio di un diplomatico militare, Filiberto Ramírez, e di un avvocato, Soday Arellano, a causa del lavoro paterno è cresciuto in varie parti del mondo, tra cui Austria, Italia, Canada, Messico, e grazie a questo parla fluentemente cinque lingue: tedesco, italiano, francese, spagnolo e inglese. Ha una sorella di nome Nataly. Laureatosi in giornalismo, prima di intraprendere la carriera di attore era intenzionato a diventare un diplomatico come il padre. Inoltre è stato promulgatore di molte campagne atte alla diffusione dei valori democratici tra i giovani, e ha svolto il ruolo di direttore in un'organizzazione non governativa denominata Fundación Dale Al Voto. 
Dopo alcuni lavori per il cinema latino, debutta nel film di Tony Scott, Domino. Nel 2007 recita in The Bourne Ultimatum - Il ritorno dello sciacallo ed è nel cast di Prospettive di un delitto. Nel 2008 partecipa a uno dei due film del regista Steven Soderbergh dedicati alla vita di Che Guevara, ovvero Che - L'argentino. Nel 2010 interpreta Ilich Ramírez Sánchez, alias Carlos lo Sciacallo, nella miniserie televisiva Carlos, ruolo che gli vale il Premio César 2011 come migliore promessa maschile e la candidatura ai Golden Globe 2011. Nel 2018 interpreta lo stilista Gianni Versace nella seconda stagione di American Crime Story intitolata L'assassinio di Gianni Versace. Nel 2024 partecipa al film Emilia Pérez, affiancando Karla Sofía Gascón, Zoe Saldana e Selena Gomez.

## Filmografia

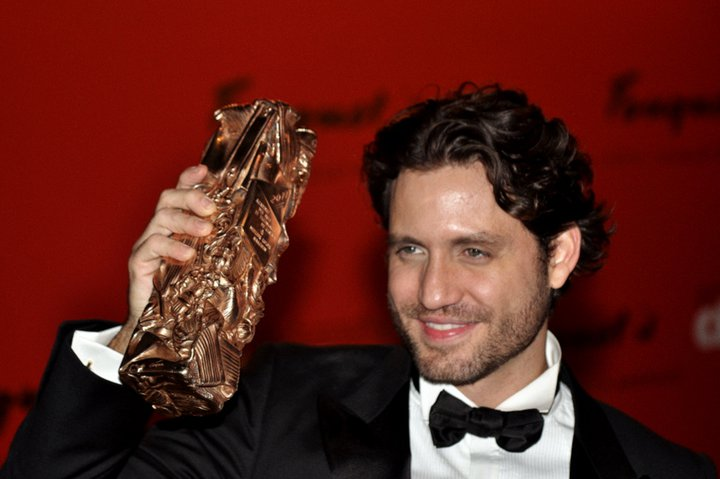
Édgar Ramírez vincitore del premio César 2011

### Attore

#### Cinema
- ¡Aquí espaantan!, regia di Joaquín Bissner (1993)
- ...sol y lluvia, regia di Paul Echeverria (1999)
- El nudo, regia di Alejandro Wiedemann (2002)
- Yotama se va volando, regia di Luis Armando Roche (2003)
- Punto y raya, regia di Elia Schneider (2004)
- Domino, regia di Tony Scott (2005)
- Atenea y Afrodita, regia di Harold López Garroz (2005) - cortometraggio
- El Don, regia di José Ramón Novoa (2006)
- Elipsis, regia di Eduardo Arias-Nath (2006)
- The Bourne Ultimatum - Il ritorno dello sciacallo (The Bourne Ultimatum), regia di Paul Greengrass (2007)
- Cyrano Fernández, regia di Alberto Arvelo Mendoza (2007)
- Prospettive di un delitto (Vantage Point), regia di Pete Travis (2008)
- Che - L'argentino (The Argentine), regia di Steven Soderbergh (2008)
- Che - Guerriglia (Guerrilla), regia di Steven Soderbergh (2008)
- La furia dei titani (Wrath of the Titans), regia di Jonathan Liebesman (2012)
- Zero Dark Thirty, regia di Kathryn Bigelow (2012)
- Libertador regia di Alberto Arvelo Mendoza (2013)
- The Counselor - Il procuratore (The Counselor), regia di Ridley Scott (2013)
- Liberaci dal male (Deliver Us from Evil), regia di Scott Derrickson (2014)
- Point Break, regia di Ericson Core (2015)
- Joy, regia di David O. Russell (2015)
- Hands of Stone, regia di Jonathan Jakubowicz (2016)
- La ragazza del treno (The Girl on the Train), regia di Tate Taylor (2016)
- Gold - La grande truffa (Gold), regia di Stephen Gaghan (2016)
- Bright, regia di David Ayer (2017)
- Furlough, regia di Laurie Collyer (2018)
- Il segreto di una famiglia (La quietud), regia di Pablo Trapero (2018)
- Wasp Network, regia di Olivier Assayas (2019)
- Resistance - La voce del silenzio (Resistance), regia di Jonathan Jakubowicz (2020)
- The Last Days of American Crime, regia di Olivier Megaton (2020)
- Jungle Cruise, regia di Jaume Collet-Serra (2021)
- Yes Day, regia di Miguel Arteta (2021)
- Secret Team 355 (The 355), regia di Simon Kinberg (2022)
- Emilia Pérez, regia di Jacques Audiard (2024)
- Borderlands, regia di Eli Roth (2024)

#### Televisione
- Cosita rica – serie TV, 4 episodi (2003)
- Ser bonita no basta - serie TV, episodio 1x1 (2005)
- Carlos – miniserie TV, episodi 1x1, 1x2 e 1x3 (2010)
- American Crime Story – serie TV, 6 episodi (2018)
- The Undoing - Le verità non dette (The Undoing) – miniserie TV, 6 puntate (2020)
- Dr. Death - serie TV, 8 episodi (2023)
- Florida Man - miniserie TV, 7 episodi (2023)
- Wolf Like Me - serie TV, episodi 2x4 e 2x5 (2023)

### Produttore
- Venezia, regia di Haik Gazarian (2009)
- Libertador regia di Alberto Arvelo Mendoza (2013)
- Secreto de Confesion, regia di Henry Rivero (2013)
- Ti guardo (Desde allá), regia di Lorenzo Vigas (2015)

## Premi e nomination
Golden Globe
- 2011 - Candidatura al miglior attore in una mini-serie o film per la televisione per Carlos

Screen Actors Guild Award
- 2011 - Candidatura al migliore attore in un film televisivo o miniserie per Carlos

Premio Emmy
- 2011 - Candidatura al miglior attore in una miniserie o film tv per Carlos
- 2018 - Candidatuta al miglior attore non protagonista in una miniserie o film per la televisione per American Crime Story - L'assassinio di Gianni Versace

Premio César
- 2011 - Miglior promessa maschile per Carlos

Palm Springs International Film Festival
- 2024 – Vanguard Award (insieme a Jacques Audiard, Karla Sofía Gascón, Zoe Saldana e Selena Gomez) per Emilia Pérez

## Doppiatori italiani
Nelle versioni in italiano delle opere in cui ha recitato, Édgar Ramírez è stato doppiato da:
- Simone D'Andrea in Gold - La grande truffa, The Last Days of American Crime, The Undoing - Le verità non dette, Yes Day, Secret Team 355
- Diego Suarez in Domino, The Bourne Ultimatum - Il ritorno dello sciacallo, Jungle Cruise
- Fabio Boccanera in Che - L'argentino, Point Break, Wasp Network
- Riccardo Niseem Onorato in La furia dei titani, La ragazza del treno
- Giorgio Borghetti in Zero Dark Thirty, Il segreto di una famiglia
- Francesco Pezzulli in Joy, Bright
- Gabriele Sabatini in American Crime Story, Wolf Like Me
- Luis Moriones in Prospettive di un delitto
- Alberto Bognanni in Carlos
- Loris Loddi in The Counselor - Il procuratore
- Roberto Gammino in Liberaci dal male
- Marco Vivio in Resistance - La voce del silenzio
- Massimo De Ambrosis in Borderlands
- Stefano Thermes in Emilia Pérez